# Thysanopoda
Thysanopoda – rodzaj pancerzowców z rodziny Euphausiidae.

## Systematyka
Obecnie do rodzaju Thysanopoda zalicza się 14 gatunków:
- Thysanopoda acutifrons Holt & W.M. Tattersall, 1905
- Thysanopoda aequalis Hansen, 1905
- Thysanopoda astylata Brinton, 1975
- Thysanopoda cornuta Illig, 1905
- Thysanopoda cristata G.O. Sars, 1883
- Thysanopoda egregia Hansen, 1905
- Thysanopoda microphthalma G.O. Sars, 1885
- Thysanopoda minyops Brinton, 1987
- Thysanopoda monacantha Ortmann, 1893
- Thysanopoda obtusifrons G.O. Sars, 1883
- Thysanopoda orientalis Hansen, 1910
- Thysanopoda pectinata Ortmann, 1893
- Thysanopoda spinicaudata Brinton, 1953
- Thysanopoda tricuspida H. Milne Edwards, 1837